# Cuando me enamoro (canción)
«Cuando me enamoro» es una canción en los géneros del pop latino y la bachata escrita por el cantautor cubano Descemer Bueno e interpretada por el cantautor español Enrique Iglesias junto al también cantautor dominicano Juan Luis Guerra. Fue producida por Carlos Paucar y lanzada el 26 de abril de 2010 como el sencillo principal del noveno álbum de estudio de Iglesias titulado Euphoria (2010). La canción es el tema principal de la telenovela mexicana de la cadena de televisión Televisa del mismo título (2010-2011) protagonizada por Silvia Navarro y Juan Soler, producida por Carlos Moreno Laguillo. Esta es la cuarta vez desde «Por amarte» «Nunca te olvidaré» y «Cosas del amor» que es elegida una de sus canciones como tema principal de una telenovela. El 8 de septiembre de 2010, «Cuando me enamoro» recibió una nominación en los Premios Grammy Latinos en la categoría Canción del año.

## Vídeo musical

### Desarrollo
El video musical fue filmado junto a Juan Luis Guerra en un colegio de San Patricio en la ciudad de Jersey City, Nueva Jersey, fue dirigido por Jessy Terrero.

### Sinopsis
En la historia del video, Enrique Iglesias y Juan Luis Guerra son las estrellas invitadas para cantar en una escuela. El video musical simplemente se inicia cuando la directora de la universidad los presenta a los estudiantes y se ponen a cantar, a través del video, muestra una historia de amor entre dos estudiantes. El video cuenta con la participación de la actriz Ana Ortiz (protagonista de la serie Ugly Betty) como directora de la escuela, Michelle Gomez. El video musical se estrenó en Vevo.com el 21 de mayo de 2010.

## Lista de canciones
| Digital download |                     |                                  |          |  |
| N.º              | Título              | Escritor(es)                     | Duración |  |
| 1.               | «Cuando me enamoro» | Enrique Iglesias, Descemer Bueno | 3:21     |  |

## Posiciones y certificaciones
La canción debutó en el número # 22 en el Billboard Hot Latin Songs, en el Tropical songs la canción debutó en el número # 19 y en el número # 8 del Pop Latin Songs. En España, la canción se colocó en el número # 35. Es la canción número 21 de Iglesias en encabezar el Billboard Hot Latin Songs desde Gracias a ti (Remix) con Wisin & Yandel en 2009, así como la sexta vez que Juan Luis Guerra logra llegar a número 1 en el Billboard Hot Latin Songs.
En el Billboard Hot 100, la canción alcanzó el número 89 y fue la posición más alta lograda por una canción de Iglesias en español, superando a Lloro por ti, que alcanzó el puesto nº 91.

### Lista de posiciones
| Lista (2010)               | Mejor Posición |
| -------------------------- | -------------- |
| Mexican Singles Chart      | 1              |
| España (PROMUSICAE)        | 6              |
| EE. UU. Latin Songs        | 1              |
| EE. UU. Latin Pop Songs    | 1              |
| EE. UU. Tropical Songs     | 1              |
| EE. UU. Billboard Hot 100  | 89             |
| Venezuela Singles Chart    | 23             |
| Colombia Top 100 (ASINCOL) | 1              |
| Venezuela Latin Chart      | 3              |

| País      | Certificación | Ventas  |
| --------- | ------------- | ------- |
| Argentina | 2x Platino    | 40 000+ |
| España    | Platino       | 40 000+ |

## Sucesiones
| Predecesor: "Bachata en Fukuoka" de Juan Luis Guerra "Yerbatero" de Juanes                               | EE. UU. Billboard Hot Latin Songs número 1 12 de junio de 2010 - 28 de agosto de 2010 (primera vuelta) 11 de septiembre de 2010 - 16 de octubre de 2010 (segunda vuelta)                                   | Sucesor: "Yerbatero" de Juanes "Niña de mi corazón" de La Arrolladora Banda El Limón                   |
| Predecesor: "Bachata en Fukuoka" de Juan Luis Guerra "Aléjate de mí" de Camila "Aléjate de mí" de Camila | EE. UU. Billboard Latin Pop Songs número 1 19 de junio de 2010 - 14 de agosto de 2010 (primera vuelta) 21 de agosto de 2010 (segunda vuelta) 9 de octubre de 2010 - 16 de octubre de 2010 (tercera vuelta) | Sucesor: "Aléjate de mí" de Camila "Aléjate de mí" de Camila I Like It de Enrique Iglesias con Pitbull |
| Predecesor: "Aléjate de mí" de Camila "Aléjate de mí" de Camila                                          | Mexican Singles Chart número 1 4 de julio de 2010 (primera vuelta) 18 de julio de 2010 - 3 de octubre de 2010 (segunda vuelta)                                                                             | Sucesor: "Aléjate de mí" de Camila "¿A dónde vamos a parar?" de Marco Antonio Solís                    |
| Predecesor: "El malo" de Aventura                                                                        | EE. UU. Billboard Latin Tropical Airplay número 1 11 de septiembre de 2010 - 16 de octubre de 2010 | Sucesor: "Corazón sin cara" de Prince Royce                                                            |

## Premios

### Premios TVyNovelas
| Año  | Categoría                        | Programa/Telenovela | Resultado |
| ---- | -------------------------------- | ------------------- | --------- |
| 2011 | Mejor tema musical de telenovela | Cuando me enamoro   | Ganadora  |